# Salinger (película)
Salinger es un documental escrito y dirigido por Shane Salerno que fue estrenado en los Estados Unidos el 6 de septiembre de 2013.

## Antecedentes
El 29 de enero de 2010, el sitio web Deadline Hollywood publicó en exclusiva una reseña de Salinger, un largometraje que documenta la reclusiva vida del escritor estadounidense J. D. Salinger. Dirigido, producido y financiado por el propio Salerno, el filme se mantuvo en secreto por cinco años. En él participan ciento cincuenta entrevistados, entre ellos Philip Seymour Hoffman, Edward Norton, John Cusack, Danny DeVito, John Guare, Martin Sheen, David Milch, Robert Towne, Tom Wolfe, E. L. Doctorow y los ganadores del Premio Pulitzer A. Scott Berg, Elizabeth Frank y Gore Vidal. Michael Fleming, el primer periodista en el mundo que vio el documental, dijo que la obra de Salerno era llamativamente poderosa y exhaustivamente investigada. Además, Fleming anunció que Salerno había redactado una biografía de Salinger de setecientas páginas junto al escritor de The New York Times David Shields titulada The private war of J.D. Salinger.
En un artículo de Entertainment Weekly del 4 de febrero de 2010 se detalló el riguroso protocolo de seguridad que se instauró para mantener el documental en secreto. En julio del mismo año, Newsweek publicó un extenso perfil sobre la película de Salerno, titulado «Salinger like you've never seen him» (en idioma español: 'Salinger como nunca lo has visto'). El propio Salerno autorizó a la revista para exhibir una fotografía inédita de J. D. Salinger que aparece en el documental. El 26 de enero de 2011, Salerno habló con Associated Press sobre su filme y su eventual estreno. En esa entrevista, Salerno declaró:

In the final analysis, what distinguishes our film and book project is access — access to Salinger's friends, colleagues and members of his inner circle that have never spoken on the record before as well as film footage, photographs and other material that has never been seen.
En el análisis final, lo que distingue a nuestro proyecto es el acceso. El acceso a los amigos, colegas y miembros del círculo más íntimo de Salinger que nunca antes han hablado ante cámaras, y a los videos, fotografías y otros materiales que jamás han sido vistos.

## Promoción
El afiche publicitario del documental fue lanzado el 12 de abril de 2013. Está inspirado en la cubierta del libro The Catcher in the Rye —edición de Bantam Press de 1985— en la que el título de la obra está escrito con letra Times New Roman en color amarillo sobre un sencillo fondo rojo.
El primer avance de Salinger fue divulgado el 13 de junio de 2013 por The Weinstein Company, empresa que adquirió sus derechos de distribución mundial el mismo día de los Premios Óscar de 2012. La transacción fue por dos millones de dólares, misma cantidad que desembolsó Salerno para producir su documental. El canal de televisión Public Broadcasting Service, por su parte, compró los derechos para emitir la película en los Estados Unidos en enero de 2014, en el que será el ducentésimo episodio de su serie American masters. La fecha de estreno de Salinger en los cines estadounidenses, el 6 de septiembre de 2013, fue elegida para cumplir con los requisitos de una potencial nominación a los Óscar de 2013.

## Recepción

### Crítica
En la página web Metacritic, Salinger obtuvo treinta y siete puntos —de un máximo de cien— basándose en diecisiete críticas, lo que significa «opiniones generalmente desfavorables». En Rotten Tomatoes, la cinta obtuvo un 33% de aprobación sobre la base de treinta y tres reseñas profesionales. El consenso del sitio es:

A so-so documentary about a fascinating personality, Salinger has moments of insight but is too often bogged down by reenactments and a lack of attention to the man's actual writings.
Un documental regular sobre una personalidad fascinante, Salinger tiene momentos de introspección, pero demasiado a menudo es embarrada por representaciones y falta de atención a los verdaderos escritos del hombre.

En diciembre de 2013, la revista Time publicó su lista con las diez peores películas del año, donde Salinger figura en el segundo lugar después de Grown Ups 2.

### Taquilla
Durante su primer fin de semana en la cartelera estadounidense, Salinger recaudó $86 956. A nivel mundial ha recaudado $187 416.